# Dipoenata flavitarsis
Dipoenata flavitarsis là một loài nhện trong họ Theridiidae.
Loài này thuộc chi Dipoenata. Dipoenata flavitarsis được Jörg Wunderlich miêu tả năm 1992.